# Henry Giménez
Henry Damián Giménez Báez (Durazno, 13 marzo 1986) è un calciatore uruguaiano con passaporto italiano, attaccante del Rincón de Carrasco.

## Biografia
È attualmente sposato, ed ha un figlio, Tadeo. Ha inoltre quattro fratelli e una sorella.
Possiede il passaporto italiano dato che il bisnonno materno era di origini piemontesi.
Il 12 agosto 2009 durante la partita Blooming-River Plate di Montevideo (sospesa sullo 0-1 e vinta a tavolino per 0-3), valida per l'incontro di andata della fase preliminare della Copa Sudamericana, è vittima di un'aggressione da parte di un tifoso avversario che gli si avventa contro buttandolo a terra, brandendo un coltello. Il calciatore non riporta ferite.
Durante la sua permanenza al Bologna è stato soprannominato Gimmy il Fenomeno, soprannome che gli è stato affibbiato dai sostenitori bolognesi in occasione della doppietta messa a segno contro il Bari.

## Caratteristiche tecniche
Attaccante esterno, sinistro di piede ma in grado di giocare con entrambi i piedi, può essere schierato sia a destra che a sinistra nel ruolo di esterno alto. Rapido ed imprevedibile nei movimenti, bravo di testa, dotato di un buon dribbling, e del senso del goal, è in grado di saltare l'uomo e di puntare alla porta, seppur pecchi di lucidità e concretezza sotto rete. Nel suo repertorio rientrano le reti in acrobazia.

## Carriera

### Club

#### Gli esordi in Uruguay
Cresce calcisticamente nelle giovanili del Fénix, con cui esordisce nel 2005. In seguito passa al Tacuarembó, dove resta per una stagione e mezzo, segnando due reti in 26 apparizioni. Nel 2007 viene acquistato dal River Plate di Montevideo con cui, nell'arco di tre stagioni, realizza 27 gol in 66 partite.

#### Bologna
Il 31 agosto 2009 passa in prestito con diritto di riscatto al Bologna.
Esordisce sia con i rossoblu che in Serie A l'8 novembre 2009 in Bologna-Palermo (3-1), sostituendo Marcelo Zalayeta al 33' della seconda metà di gioco. Mette a segno la sua prima rete in massima serie il 17 gennaio 2010, alla sua prima partita da titolare, contro la Fiorentina (vittoria per 1-2), sbloccando la partita con una semirovesciata. Cinque giorni dopo il Bologna riscatta il giocatore per due milioni di euro, il quale si lega alla società emiliana con un contratto quinquennale. Il 24 gennaio, subentrato in campo nella ripresa al posto di Valiani, segna la sua prima doppietta con i felsinei, permettendo alla sua squadra di imporsi in rimonta sul Bari. Termina l'annata con 18 presenze e tre reti.
Partito titolare la stagione successiva sotto la guida di Alberto Malesani, perde in seguito il posto da titolare, mettendo comunque a segno tre reti. Il 23 gennaio 2011 nel corso della partita vinta contro la Lazio (3-1 il finale), si rende autore di una rissa con il difensore avversario André Dias, venendo espulso dalla panchina. In seguito a questo gesto verrà squalificato per due giornate dal giudice sportivo. Chiude la stagione con quattro reti in 29 presenze, se si include la Coppa Italia.
Trova poco spazio anche con i successivi allenatori Pierpaolo Bisoli e Stefano Pioli.

#### Il prestito al Grosseto e il ritorno in Uruguay
Dopo aver chiuso la prima parte di stagione con solo due presenze, entrambe da subentrato, il 31 gennaio 2013, ultimo giorno della sessione invernale del calciomercato, passa in prestito fino al termine della stagione al Grosseto, in Serie B. Esordisce con i biancorossi da titolare il 9 febbraio in Crotone-Grosseto (1-0), venendo sostituito al 16' della ripresa da Arturo Lupoli. Segna la sua prima rete con i toscani il 23 marzo contro il Cesena.
Conclude l'annata, terminata con la retrocessione dei toscani, con 15 presenze e una rete.
Tornato al Bologna, non viene mai utilizzato in prima squadra fino alla riaperture delle liste, a gennaio, quando torna in Uruguay trasferendosi al Nacional.

### Nazionale
Ha esordito in Nazionale il 25 maggio 2008 nell'amichevole vinta contro la Turchia (2-3 il finale), scendendo in campo dal primo minuto e venendo sostituito al 56' da Cristian Martín Rodríguez. Prende parte anche all'incontro disputato tre giorni dopo tra Norvegia e Uruguay (la partita terminerà 2-2).

## Statistiche

### Presenze e reti nei club
Statistiche aggiornate al 19 marzo 2016.
| Stagione                      | Squadra                       | Campionato                    | Campionato | Campionato | Coppe nazionali | Coppe nazionali | Coppe nazionali | Coppe continentali | Coppe continentali | Coppe continentali | Altre coppe | Altre coppe | Altre coppe | Totale | Totale |
| Stagione                      | Squadra                       | Comp                          | Pres       | Reti       | Comp            | Pres            | Reti            | Comp               | Pres               | Reti               | Comp        | Pres        | Reti        | Pres   | Reti   |
| ----------------------------- | ----------------------------- | ----------------------------- | ---------- | ---------- | --------------- | --------------- | --------------- | ------------------ | ------------------ | ------------------ | ----------- | ----------- | ----------- | ------ | ------ |
| 2005-gen. 2006                | Fénix                         | PD                            | 13         | 2          | -               | -               | -               | -                  | -                  | -                  | -           | -           | -           | 13     | 2      |
| gen.-giu. 2006                | Tacuarembó                    | PD                            | 14         | 2          | -               | -               | -               | -                  | -                  | -                  | -           | -           | -           | 14     | 2      |
| 2006-gen. 2007                | Tacuarembó                    | PD                            | 12         | 0          | -               | -               | -               | -                  | -                  | -                  | -           | -           | -           | 12     | 0      |
| Totale Tacuarembó             | Totale Tacuarembó             | Totale Tacuarembó             | 26         | 2          |                 | -               | -               |                    | -                  | -                  |             | -           | -           | 26     | 2      |
| gen.-giu. 2007                | River Plate Montevideo        | PD                            | 13         | 3          | -               | -               | -               | -                  | -                  | -                  | -           | -           | -           | 13     | 3      |
| 2007-2008                     | River Plate Montevideo        | PD                            | 29         | 14         | -               | -               | -               | -                  | -                  | -                  | -           | -           | -           | 29     | 14     |
| 2008-2009                     | River Plate Montevideo        | PD                            | 23         | 10         | -               | -               | -               | CS                 | 2                  | 0                  | -           | -           | -           | 25     | 10     |
| ago. 2009                     | River Plate Montevideo        | PD                            | 1          | 0          | -               | -               | -               | CS                 | 1                  | 0                  | -           | -           | -           | 2      | 0      |
| Totale River Palte Montevideo | Totale River Palte Montevideo | Totale River Palte Montevideo | 66         | 27         |                 | -               | -               |                    | 3                  | 0                  |             | -           | -           | 69     | 27     |
| ago. 2009-2010                | Bologna                       | A                             | 18         | 3          | CI              | 0               | 0               | -                  | -                  | -                  | -           | -           | -           | 18     | 3      |
| 2010-2011                     | Bologna                       | A                             | 26         | 3          | CI              | 3               | 1               | -                  | -                  | -                  | -           | -           | -           | 29     | 4      |
| 2011-2012                     | Bologna                       | A                             | 14         | 0          | CI              | 3               | 1               | -                  | -                  | -                  | -           | -           | -           | 17     | 1      |
| 2012-gen. 2013                | Bologna                       | A                             | 2          | 0          | CI              | 0               | 0               | -                  | -                  | -                  | -           | -           | -           | 2      | 0      |
| gen.-giu. 2013                | Grosseto                      | B                             | 15         | 1          | CI              | -               | -               | -                  | -                  | -                  | -           | -           | -           | 15     | 1      |
| 2013-gen. 2014                | Bologna                       | A                             | 0          | 0          | CI              | 0               | 0               | -                  | -                  | -                  | -           | -           | -           | 0      | 0      |
| Totale Bologna                | Totale Bologna                | Totale Bologna                | 60         | 6          |                 | 6               | 2               |                    | -                  | -                  |             | -           | -           | 66     | 8      |
| gen.-giu. 2014                | Nacional                      | PD                            | 6          | 1          | -               | -               | -               | CL                 | 1                  | 0                  | -           | -           | -           | 7      | 1      |
| 2014-2015                     | Nacional                      | PD                            | 11         | 1          | -               | -               | -               | CL                 | 0                  | 0                  | -           | -           | -           | 11     | 1      |
| Totale Nacional               | Totale Nacional               | Totale Nacional               | 17         | 2          |                 | -               | -               |                    | 1                  | 0                  |             | -           | -           | 18     | 2      |
| 2015                          | Universitario                 | PD                            | 11         | 2          | -               | -               | -               | CS                 | 3                  | 1                  | -           | -           | -           | 14     | 3      |
| 2016                          | Mushuc Runa                   | PCSA                          | 5          | 0          | -               | -               | -               | -                  | -                  | -                  | -           | -           | -           | 14     | 3      |
| Totale carriera               | Totale carriera               | Totale carriera               | 208        | 42         |                 | 6               | 2               |                    | 7                  | 1                  |             | -           | -           | 221    | 45     |

### Cronologia presenze e reti in nazionale
| Cronologia completa delle presenze e delle reti in nazionale ― Uruguay | Cronologia completa delle presenze e delle reti in nazionale ― Uruguay | Cronologia completa delle presenze e delle reti in nazionale ― Uruguay | Cronologia completa delle presenze e delle reti in nazionale ― Uruguay | Cronologia completa delle presenze e delle reti in nazionale ― Uruguay | Cronologia completa delle presenze e delle reti in nazionale ― Uruguay | Cronologia completa delle presenze e delle reti in nazionale ― Uruguay | Cronologia completa delle presenze e delle reti in nazionale ― Uruguay |
| Data                                                                   | Città                                                                  | In casa                                                                | Risultato                                                              | Ospiti                                                                 | Competizione                                                           | Reti                                                                   | Note                                                                   |
| ---------------------------------------------------------------------- | ---------------------------------------------------------------------- | ---------------------------------------------------------------------- | ---------------------------------------------------------------------- | ---------------------------------------------------------------------- | ---------------------------------------------------------------------- | ---------------------------------------------------------------------- | ---------------------------------------------------------------------- |
| 25-05-2008                                                             | Bochum                                                                 | Turchia                                                                | 2 – 3                                                                  | Uruguay                                                                | Amichevole                                                             | -                                                                      | 56’                                                                    |
| 28-05-2008                                                             | Oslo                                                                   | Norvegia                                                               | 2 – 2                                                                  | Uruguay                                                                | Amichevole                                                             | -                                                                      | 56’                                                                    |
| Totale                                                                 |                                                                        | Presenze                                                               | 2                                                                      |                                                                        | Reti                                                                   | 0                                                                      |                                                                        |